# Francesco Nasini

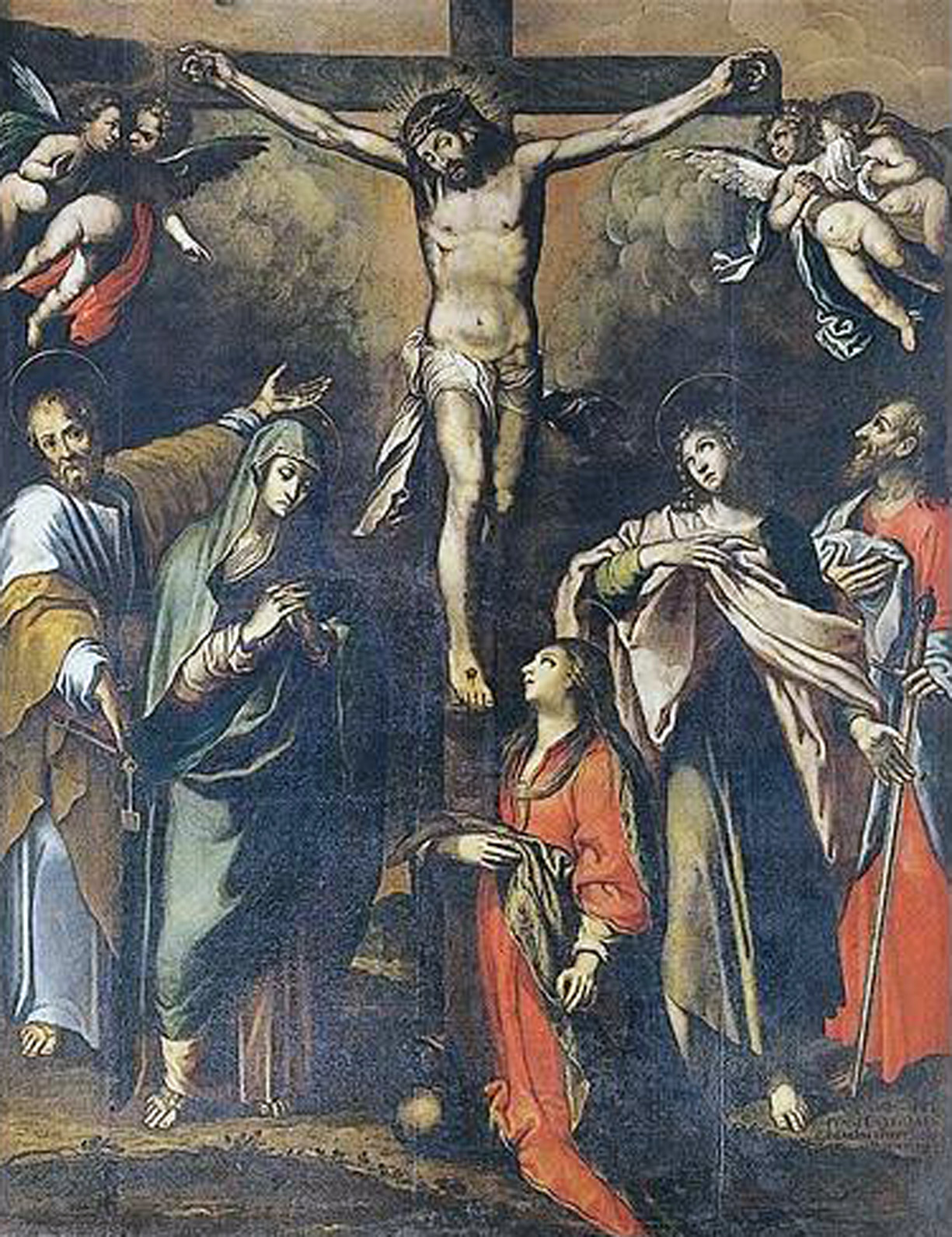
Crucifixion à Roccalbegna

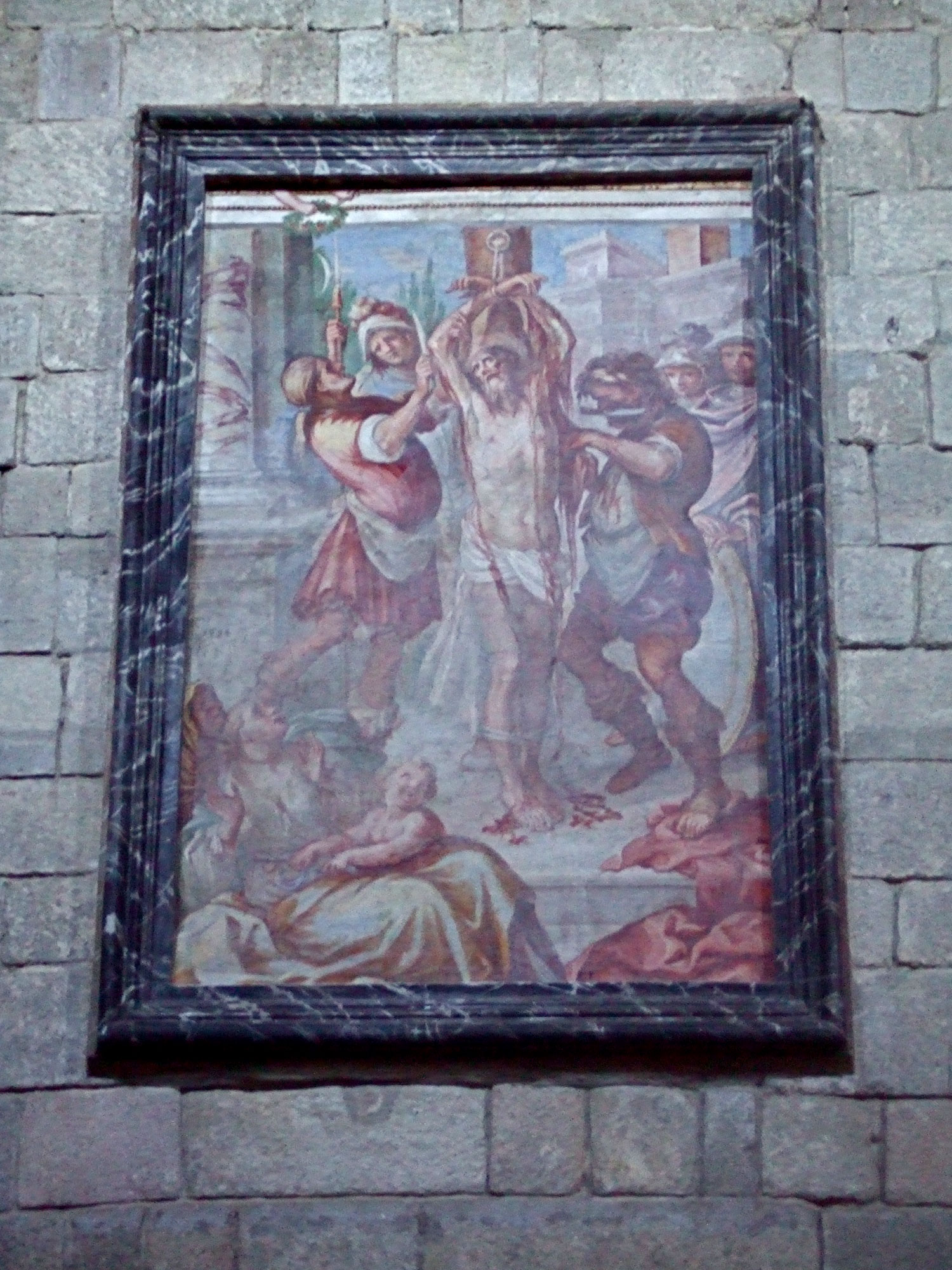
Martyre de San Bartolomeo à Abbadia San Salvatore

Francesco Nasini (Piancastagnaio, dans la province de Sienne en Toscane 1611 ou 1621 - Castel del Piano, 1695) est un peintre italien du XVIIe siècle qui se situe entre maniérisme et baroque de l'école florentine décadente.

## Biographie
Francesco Nasini est le fondateur, avec son frère Antonio Annibale, de la dynastie des peintres siennois Nasini. Son fils, Giuseppe Nicola, est un peintre plus connu.
Francesco Nasini a été surtout actif en région amiatine.

## Œuvres
- Fresques de la chapelle Sant'Antonio de l'église San Francesco, Grosseto
- Retables  Notre Dame du Rosaire et Mystères du Rosaire, basilica di San Giovanni Battista, Grotte di Castro
- Visitation et Mystères du Rosaire, fondation Monte dei Paschi di Siena, Sienne
- Saints, fresques de l'église de la Miséricorde, Arcidosso
- Sacra Famiglia, chiesa dei SS. Giusto e Clemente, Castelnuovo Berardenga
- Madonna con i Santi Cristoforo e Giacomo, Chiesa dei SS. Pietro e Paolo, Roccalbegna
- Saints, tableau ovale de la Chiesa della Madonna della Neve (Santa Fiora)
- Museo di Roccalbegna (oratorio del Santissimo Crocifisso) Roccalbegna :
  - Sant'Antonio da Padova col Bambin Gesù,
  -  San Nicola di Bari con l'Angelo
  -  Madonna col Bambino.
- Castel del Piano :
  - Madonna del Carmine et Madonna Ginanneschi, Chiesa della Madonna delle Grazie, Castel del Piano
  - Verifica della vera croce, Chiesa del SS. Sacramento
  - Lo sposalizio della Vergine (1664), Chiesa di San Giuseppe
- Abbaye San Salvatore à Abbadia San Salvatore :
  - Martyre de San Bartolomeo,
  - Vie  de la Vierge (1653-1659),
  - La Légende du roi Ratchis (1652-1653),
  - Nativité et Fuite et retour d'Égypte de la chapelle de la crèche,
  - Fresques du presbytère avec son frère Antonio Annibale